# Ibiam
Ibiam é um município brasileiro do estado de Santa Catarina. Localiza-se a uma latitude 27º10'53" sul e a uma longitude 51º14'13" oeste, estando a uma altitude de 724 metros. Sua população estimada em 2014 era de 1 971 habitantes.

## História
A origem da ocupação humana moderna em Ibiam, assim como das localidades próximas, remonta ao início do século XX, com a instalação da estrada de ferro São Paulo-Rio Grande na região. Esse foi o grande impulso para o desenvolvimento dos novos povoados em todo o Oeste Catarinense.
A partir de 1920, começou a chegada dos primeiros colonizadores de origem europeia, em sua grande maioria descendentes de imigrantes italianos e alemães oriundos do Rio Grande do Sul, principalmente da Garibaldi e Bento Gonçalves.
Originalmente pertencente a Tangará, o distrito de Ibiam foi criado em 2 de maio de 1953, por meio da lei municipal nº 99/53. O desmembramento do município ocorreu em 20 de julho de 1995, data de sua criação. Sua instalação aconteceu em 1 de janeiro de 1997.

## Economia
Sua economia é baseada nas atividades agrícolas e pecuárias, contando com mais de 400 propriedades rurais que praticam culturas diversificadas dentro das mais avançadas técnicas de cultivo e manejo do solo.